# Acido umico

Esempio di un tipico acido umico, avente una varietà di componenti: chinoni, fenoli, catecoli e parti derivanti da zuccheri

Gli acidi umici (siglati HAs dall'inglese Humic Acids) sono delle sostanze naturali che si formano a seguito della biodegradazione microbica di sostanza organica (vegetale o animale).

## Caratteristiche
Non si tratta di un acido singolo, bensì di una miscela complessa di diversi acidi contenenti gruppi carbossilici e fenolici, cosicché la miscela si comporta come un acido diprotico e a volte addirittura come triprotico.
In generale, le sostanze umiche possono essere suddivise in tre categorie principali: umina (strettamente legata alla matrice minerale), acidi umici e acidi fulvici, secondo la solubilità in acqua a diversi livelli di pH. A differenza dell'acido fulvico, l'acido umico è insolubile in acqua a pH ≤ 1.
Sono classificati come "biopolimeri" e non costituiscono una specie ben definita; hanno struttura irregolare e variano nella composizione a seconda della loro origine naturale.

## Diffusione
Gli acidi umici si trovano frequentemente nel suolo e nelle acque, e sono anche presenti nell'humus (il fertilizzante naturale che si forma nel suolo in seguito alla biodegradazione di foglie, tronchi e radici in presenza di un certo grado di umidità).
Nel suolo gli acidi umici sono reagenti redox e tamponi, trattengono l'acqua, legano ioni metallici, assorbono soluti organici, stimolano la crescita delle piante e trasformano naturalmente gli inquinanti tossici.